# Agrocollege w Buczaczu
Państwowe Agrocollege w Buczaczu – rolnicza uczelnia I stopnia (de facto szkoła zawodowa) z siedzibą we wsi Trybuchowce w rejonie buczackim w obwodzie tarnopolskim na Ukrainie. Obecnie jest jednostką organizacyjną Podolskiego Państwowego Uniwersytetu Agrotechnicznego z siedzibą w Kamieńcu Podolskim.

## Historia

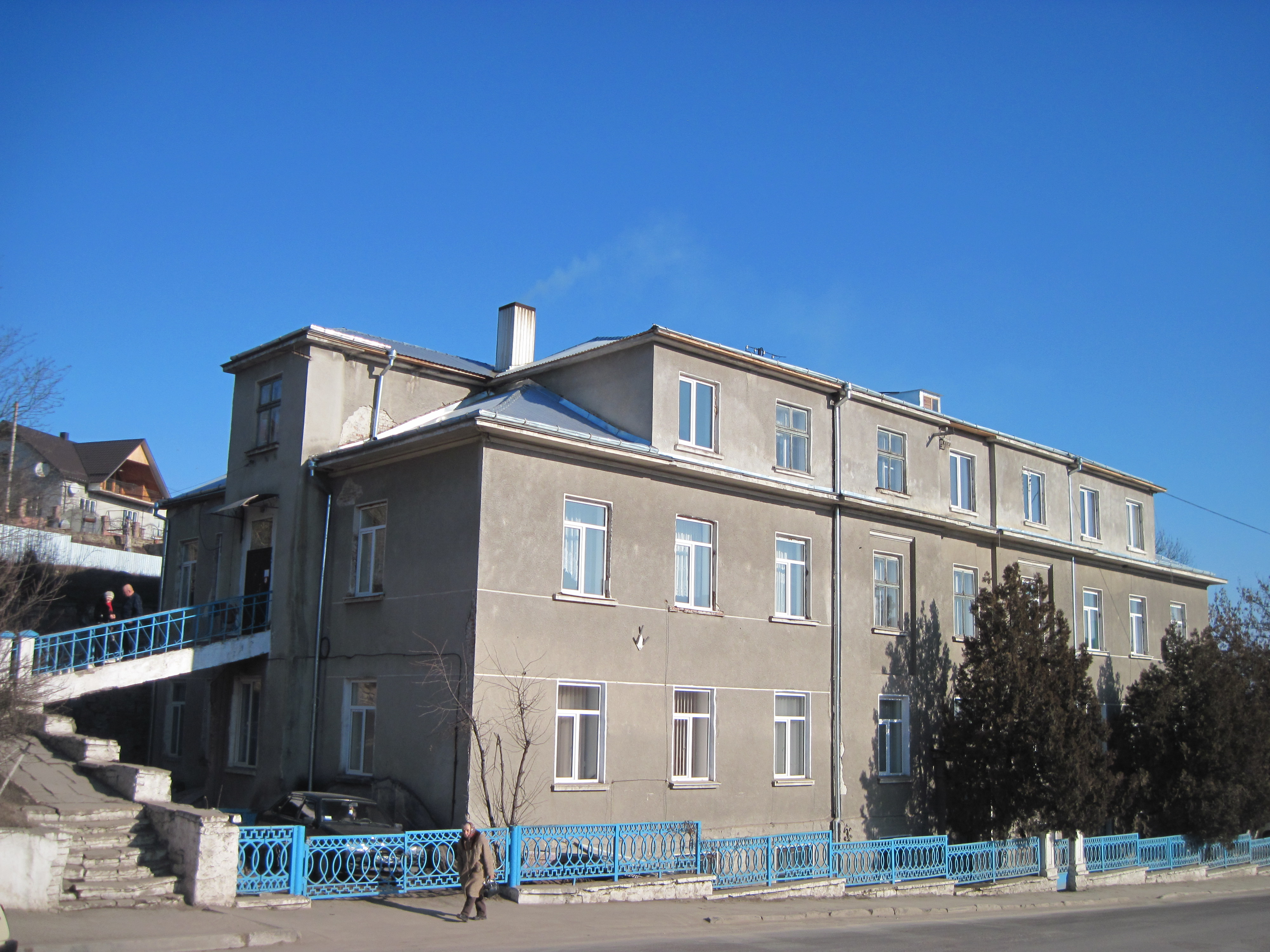
Budynek dawnej Kasy chorych w Buczaczu

Uczelnia jako szkoła zawodowa powstała w 1939 w Jazłowcu na bazie miejscowej szkoły monasterskiej. Potem w wyniku przekształcenia szkoły powstało technikum zooweterynaryjne, które w 1946 zostało przeniesione do Buczacza. Do połowy lat 70. XX w., gdy na wschodniej okolice Buczacza rozpoczęły budowę nowych budynków edukacyjnych i pomocniczych, stadionu oraz miasteczka studenckiego technikum, on działał w budynku dawnej Kasy chorych przy dawnej ul. Kolejowej (potem Potockiego, obecnie ul. Halicka) w mieście.
W wyniku przekształcenia administracyjnego na początku lat 2000-ch siedziba oraz miasteczko studenckie uczelni zostały włączone w obręb podmiejskiej wsi Trybuchowce.
Działa Muzeum Agrocollege w Buczaczu.

## Wykładane specjalności
- Agronom
- Gospodarka przestrzenna
- Medycyna weterynaryjna
- Księgowy
- Technolog

## Współpraca międzynarodowa
- Kazimierski Zakład Doskonalenia Zawodowego[1]